# Wuwangkou (sockenhuvudort i Kina, Hebei Sheng, lat 39,05, long 114,02)
Wuwangkou är en sockenhuvudort i Kina. Den ligger i provinsen Hebei, i den norra delen av landet, omkring 220 kilometer sydväst om huvudstaden Peking. Antalet invånare är 4 276. Befolkningen består av 2 062 kvinnor och 2 214 män. Barn under 15 år utgör 18,0 %, vuxna 15-64 år 64 %, och äldre över 65 år 16,0 %.
Runt Wuwangkou är det ganska tätbefolkat, med 78 invånare per kvadratkilometer. Närmaste större samhälle är Shentangbao, 11,5 km nordväst om Wuwangkou. Trakten runt Wuwangkou består i huvudsak av gräsmarker.
Genomsnittlig årsnederbörd är 666 millimeter. Den regnigaste månaden är juli, med i genomsnitt 187 mm nederbörd, och den torraste är januari, med 4 mm nederbörd.